# Cementowiec
Cementowiec – statek, zazwyczaj z pojedynczym pokładem i dnem podwójnym, zbiornikami szczytowymi i obłowymi oraz z pojedynczym lub podwójnym poszyciem burtowym, przeznaczony głównie do przewozu suchego cementu luzem, tj. bez opakowania. Cement wsypywany jest bezpośrednio do szczelnej ładowni za pomocą hermetycznego systemu pneumatycznego. W czasie przesyłania cement znajduje się w stanie fluidalnym, tzn. pył przypomina swoimi właściwościami ciecz. Ładownie są zabezpieczone przed wilgocią, mają specjalne wyposażenie i kształt, umożliwiające szybkie i dokładne ich opróżnianie za pomocą systemu dmuchaw, dostarczających osuszone i wolne od oparów oleju powietrze. Używane są też przenośniki śrubowe. Wyposażenie to umożliwia samodzielny załadunek i rozładunek jednostki bez użycia portowej infrastruktury przeładunkowej. Strumień masowy przekraczać może 1000 t/h.
Obecnie (2015) na świecie eksploatuje się ok. 300 takich jednostek, których nośność wynosi od 1000 do 60 000 DWT oraz ok. 200 jednostek mniejszych niż 1000 DWT, używanych do transportu śródlądowego. Częstokroć cementowce są przebudowanymi masowcami.